# Присухонская низина
Присухонская низина — низменность в Вологодской области России.
Расположена на месте доледниковой тектонической впадины и озёрно-ледникового водоёма с террасами высотой от 117 до 145 метров над уровнем моря, на территории Вологодского, Сокольского и Междуреченского районов, в бассейне верхнего течения реки Сухоны.
Поверхность плоская или волнистая, склоны расчленены речными долинами. Днище низины сильно заболочено, наблюдается множество мелководных зарастающих озёр и пойменных лугов в долинах рек Сухоны, Вологды и Лежи.